# Brigham Young
Brigham Young (1. června 1801 – 29. srpna 1877) byl v pořadí druhý prezident Církve Ježíše Krista Svatých posledních dnů, jenž Církev vedl po smrti jejího zakladatele a prvního prezidenta, proroka Josepha Smitha. Členy Církve je někdy nazýván "moderní Mojžíš" nebo "Lev Páně" a jeho jméno nese univerzita ve městě Provo v Utahu.
Young byl také autorem kontroverzní teorie Adama-Boha a prvním prezidentem CJKSPD, který veřejně praktikoval polygamii.

## Raná léta
Brigham Young se narodil 1. června 1801 ve Whittinghamu ve státě Vermont jako deváté z jedenácti dětí Johna a Abigail Youngových. Když byly Brighamovi tři roky, Youngovi se přestěhovali do státu New York, kde se živili farmařením. Již jako dítě tak Brigham musel, stejně jako jeho sourozenci, tvrdě pracovat při výpomoci s rodinným hospodářstvím. Pomáhal s mýcením, lovením zvěře a ryb, stavěním srubů, sázením, ošetřováním a sklízením úrody apod. Pomáhal též s péčí o těžce nemocnou tuberkulózní matku, jež zemřela v roce 1815, v době, kdy mu bylo 14 let. V té době se Brigham rozhodl pro samostatný život a přestěhoval se do Auburnu, kde se učil tesařem, malířem a sklenářem. Po vyučení se Brigham věnoval tesařině, posléze začal v oboru podnikat.
V roce 1824 si Brigham vzal za ženu Miriam Worksovou, s níž se přestěhoval do okresu Aurelius, kde se připojil k metodistické církvi, nějaký čas působil dokonce ve vedení místní řečnické a modlitební společnosti. V roce 1828 se rodina přestěhovala do Mendonu, NY. Zde se roku 1831 poprvé setkal s mormonskými misionáři konkrétně i se Samuelem Smithem, bratrem zakladatele Josepha. V Mendonu se, spolu se svou ženou i dalšími příbuznými, stal členem Církve Ježíše Krista Svatých posledních dnů. Stalo se tak v roce 1832. Zanedlouho poté ovdověl.

### Život po křtu
Po křtu a smrti své ženy opustil rodinu i řemeslo, aby se věnoval výhradně misionářské práci. Postupem času se osvědčil jako vůdčí osobnost mormonských misií v Kanadě, Anglii i v různých částech svých rodných USA. V únoru 1835 byl prorokem Smithem povolán do funkce v nejvyšším církevním úřadu, Kvóru dvanácti apoštolů. Roku 1834 si vzal Mary Ann Angelovou, v roce 1843 pak přijal princip tzv. násobného sňatku (v duchu mormony tehdy praktikovaného mnohoženství) a se souhlasem Mary Ann se oženil s Lucy Ann Decker Seelyovou a později ještě s dalšími ženami.

## V čele Církve
Poté, co byl v roce 1844 prorok Joseph Smith, zakladatel a prezident Církve, zavražděn v Nauvoo, hledali členové Církve vhodného nástupce. Rozhodovalo se mezi Brighamem Youngem a Sidney Rigdonem, po dramatickém průběhu volby byl 8. srpna 1844 vybrán Brigham Young. Jeho posláním v čele Církve bylo vyvést mormony z Nauvoo, v němž eskalovala vlna protimormonského násilí a nalézt jim nové útočiště. V roce 1846 proto pod Youngovým vedením mormoni Nauvoo opustili a vydali se na tisíce kilometrů dlouhou pouť skrze území USA až do údolí Velkého Solného jezera (Salt Lake) v dnešním Utahu, na místo, jež údajně na mapě vyznačil sám Joseph Smith krátce před svou smrtí.

### Vůdce Salt Lake City
První mormoni v čele s Brighamem Youngem dorazili do údolí v létě roku 1847, další tisíce přišly v průběhu následujících měsíců a let. Založeno bylo Salt Lake City, v jehož centru mormoni položili základy stavby impozantního Salt Lake Temple, dnes nejznámějšího mormonského chrámu a jednoho z ikonických symbolů Církve. Životní podmínky nebyly lehké a i po splnění své historické mise dovést mormony do nového útočiště se musel Brigham Young v čele Církve potýkat s nejednou těžkostí. Hned následující rok 1848 přinesl katastrofu v podobě statisíců kobylek, jež přiletěly a ničily těžce vydobytou úrodu. Boj s kobylkami se jevil marný, bylo jich příliš mnoho. Mormoni se proto uchýlili k mimořádnému půstu, během nějž setrvali v hlubokých modlitbách. Jednoho dne se objevila hejna mořských racků, kteří přilétli ze svých hnízdišť a začali kobylky požírat. V průběhu asi tří týdnů zmizely kobylky úplně a úroda byla zachráněna. „Zázrak“ s mořskými racky mormony posílil v jejich víře a ti dodnes věří, že byl způsoben řízením Božím jako odpověď na jejich půst a modlitby.

### Guvernér státu Deseret
Problematické byly rovněž vztahy mormonů s federální vládou. Základním kamenem úrazu byly některé aspekty tehdejší mormonské věrouky, zejména mnohoženství, jež tehdy mormoni ve velkém praktikovali. V roce 1848 vyhlásili mormoni pod Youngovým vedením samostatný, nezávislý stát Deseret, sám Young byl zvolen jeho nejvyšším představitelem. Napětí mezi mormonskou samosprávou a federální vládou eskalovalo V roce 1857 prezident Buchanan vyslal proti mormonům armádu, čímž začala tzv. Utažská válka. Ta trvala od jara 1857 do léta 1858. Mormoni se dobře připravili k obraně svých sídel, nakonec však byl, i díky Youngovu diplomatickému umu, hrozící ozbrojený konflikt zažehnán a utažským guvernérem jmenován Alfred Cumming. Mormonské teritorium se následně začalo sbližovat se strukturami Spojených států.
V následném období Young usiloval o zlepšení vztahů s federálními orgány, konkrétních kontur nabyly jeho snahy v podobě spolupráce mormonů na budování transkontinentální železnice. V roce 1874 založil hnutí nazvané Jednotný řád, zaměřené na rozvoj vnitřní spolupráce, výměny domácí produkce a konzumace domácích produktů. V roce 1875 založil Akademii Brighama Younga, jež se stala základem dnešní Univerzity Brighama Younga. V roce 1877 založil Kolegium Brighama Younga v Loganu a Kolegium Svatých posledních dnů, známé dnes jako LDS Business College. V roce 1877, těsně před svou smrtí, vysvětil nový chrám v St. George a sestavil zde výčet mormonských chrámových předpisů.

### Závěr života
Brigham Young zemřel 29. srpna 1877 na zánět pobřišnice vzniklý následkem neléčeného zánětu slepého střeva. Pozůstalo po něm 23 vdov. Jeho nástupcem v čele Církve byl zvolen John Taylor.

## Kontroverze

### Praktikování polygamie
Brigham Young byl v roce 1852 prvním mormonským vůdcem, který začal veřejně učit nauku plurálního manželství (polygamie). Měl 54 žen a více než 50 dětí.
2. října 1871 byl za bigamii zatčen.

### Teorie Adama-Boha
Brigham Young byl autorem kontroverzní mormonské nauky, která učila, že první člověk na této Zemi (Adam) byl původně bohem, který sem přišel z jiné planety. Tato nauka dnes není součástí učení CJKSPD.

### Zákon msty
Brigham Young byl autorem tzv. Zákona msty, který byl součástí mormonského Obdarování až do počátku 20. století. Zákon msty učil mormony, aby se modlili za pomstu krve proroka Josepha Smithe na americkém národě a učili to samé i svoje děti až do čtvrtého pokolení.